# Евангелическо-лютеранская церковь Урала, Сибири и Дальнего Востока
Евангелическо-лютеранская церковь Урала, Сибири и Дальнего Востока (ЕЛЦ УСДВ) — российская региональная лютеранская церковь немецкой традиции. Церковь подразделяется на 4 пропства, объединяющих 144 общины и общинные группы. В 2017 году в Церкви на постоянной основе работали 18 пасторов и 102 проповедника.
Руководителем Церкви является епископ (с 2016 г. Александр Шайерманн). Канцелярия епископа находится в церкви Христа в Омске. Высшая законодательная власть в Церкви принадлежит Синоду, который созывается ежегодно.
ЕЛЦ УСДВ поддерживает партнёрские отношения с Евангелическо-лютеранской земельной церковью Ганновера.

## Пропства
- Пропство Дальнего Востока: Владивосток, Хабаровск, Арсеньев, Комсомольск-на-Амуре, Сокол, Чита, Уссурийск, Благовещенск, Магадан
- Пропство Западной Сибири: Омская область
- Пропство Восточной Сибири: Новосибирская область, Алтайский край, Томская область, Кемеровская область, Хакасия, Красноярский край, Иркутская область
- Пропство Урала: Свердловская область, Челябинская область, Тюменская область